# Luiz Armando Queiroz
Luiz Armando Queiroz (Recife, 22 de fevereiro de 1945 — Rio de Janeiro, 16 de maio de 1999) foi um diretor e ator brasileiro. Entre os seus maiores sucessos na televisão estão os personagens de telenovelas da Rede Globo, como "Cláudio", de Cuca Legal,  "Belchior", de Estúpido Cupido, "Tuco", da primeira versão de A Grande Família, e "Tito Moreira França", de Roque Santeiro. Atuou também em filmes e apresentou os programas de TV Concertos para a Juventude e Sem Limite.
Foi aluno do Colégio Militar do Rio de Janeiro
Luiz Armando Queiroz também se destacou em trabalhos na Rede Bandeirantes, como em Os Imigrantes, e na Rede Manchete, onde viveu o vilão "Rodrigo", de A História de Ana Raio e Zé Trovão. 
O sucesso alavancou sua carreira de apresentador, assim, em 1989, ele comandou o Sem Limite, um dos primeiros programas de auditório da história da Rede Manchete, que era transmitido semanalmente, nas noites de terça-feira. A atração tinha o mesmo formato do consagrado O Céu é o Limite. O ator inclusive adotou o bordão do apresentador da atração original, J. Silvestre: “absolutamente certo!”.
Ele dirigiu as novelas A Idade da Loba, na Rede Bandeirantes, Os ossos do barão, no SBT, e a minissérie Chiquinha Gonzaga, na Rede Globo. 
Luiz Armando Queiroz faleceu por falência de múltiplos órgãos, consequência de uma quimioterapia para tratamento de um câncer linfático, doença diagnosticada em dezembro de 1998. Foi sepultado no Cemitério de São João Batista, no Rio de Janeiro.

## Telenovelas, minisséries e seriados
| Ano  | Título                             | Papel                       | Notas                           |
| ---- | ---------------------------------- | --------------------------- | ------------------------------- |
| 1972 | Selva de Pedra                     | Beto                        | Participação                    |
| 1972 | A Grande Família                   | Artur Silva (Tuco)          |                                 |
| 1975 | Cuca Legal                         | Cláudio                     |                                 |
| 1975 | Pecado Capital                     | Vicente Lisboa              |                                 |
| 1976 | Estúpido Cupido                    | Belchior                    |                                 |
| 1977 | Nina                               | Agripino                    |                                 |
| 1978 | Sinal de Alerta                    | Duda                        |                                 |
| 1979 | Memórias de Amor                   | Professor Adolfo            |                                 |
| 1979 | Dinheiro Vivo                      | Douglas Fabiani             |                                 |
| 1980 | Água Viva                          | Bicheiro                    | Participação                    |
| 1980 | Olhai os Lírios do Campo           | Hilário                     |                                 |
| 1980 | Plantão de Polícia                 | —                           | Participação                    |
| 1981 | O Resto É Silêncio                 | —                           |                                 |
| 1981 | Os Imigrantes                      | Júlio Coutinho              | Participação                    |
| 1982 | As Cinco Panelas de Ouro           | Afonsinho Henriques Mourão  |                                 |
| 1982 | Avenida Paulista                   | Eduardo Scorza (Dudu)       |                                 |
| 1982 | Nem Rebeldes, nem Fiéis            | —                           |                                 |
| 1982 | Os Imigrantes: Terceira Geração    | Luiz Vasconcelos            |                                 |
| 1984 | Caso Verdade                       | —                           |                                 |
| 1985 | Um Sonho a Mais                    | —                           | Elenco de apoio                 |
| 1985 | Roque Santeiro                     | Tito Moreira França         |                                 |
| 1987 | A Grande Família Especial          | Artur Silva (Tuco)          |                                 |
| 1988 | Abolição                           | Joaquim Nabuco              |                                 |
| 1989 | O Salvador da Pátria               | Francisco                   |                                 |
| 1990 | A História de Ana Raio e Zé Trovão | Rodrigo Cruz                | Participação                    |
| 1990 | Fronteiras do Desconhecido         | Felipe Bornier              | Episódio: "O Teu Nome: Marília" |
| 1990 | Pantanal                           | Dono do Frigorífico Carioca | Participação                    |
| 1991 | Filhos do Sol                      | Humberto                    |                                 |
| 1991 | O Guarani                          | Loredano Castroneves        |                                 |
| 1993 | Guerra sem Fim                     | Narrador                    | Diretor                         |
| 1994 | Confissões de Adolescente          | Osório Neto                 | Participação                    |
| 1995 | A Idade da Loba                    | Cândido                     |                                 |
| 1996 | Você Decide                        | —                           |                                 |
| 1997 | Mandacaru                          | Tenente Cassimiro           | Participação                    |

## Filmes
| Ano  | Título                               | Papel                 | Notas |
| ---- | ------------------------------------ | --------------------- | ----- |
| 1974 | As Alegres Vigaristas                | —                     |       |
| 1975 | O Monstro do Santa Teresa            | —                     |       |
| 1978 | O Namorador                          | —                     |       |
| 1979 | O Caso Cláudia                       | Luís Francisco Mansur |       |
| 1980 | O Grande Palhaço                     | Palhaço Carrapicho    |       |
| 1980 | Parceiros da Aventura                | Dono do ferro velho   |       |
| 1982 | Pra Frente, Brasil                   | —                     |       |
| 1983 | A Mulher-Serpente e a Flor           | —                     |       |
| 1983 | Janete                               | —                     |       |
| 1986 | Por Incrível Que Pareça              | Bancário              |       |
| 1987 | Os Trapalhões no Auto da Compadecida | Palhaço narrador      |       |
| 1997 | O Que É Isso, Companheiro?           | —                     |       |